# 820年代
| 千纪： | 1千纪                                                                                  |
| 世纪： | 8世纪 \| 9世纪 \| 10世纪                                                               |
| 年代： | 790年代 \| 800年代 \| 810年代 \| 820年代 \| 830年代 \| 840年代 \| 850年代              |
| 年份： | 820年 \| 821年 \| 822年 \| 823年 \| 824年 \| 825年 \| 826年 \| 827年 \| 828年 \| 829年 |

## 大事记
- 米海尔二世击败了色雷斯的叛军，与支持者来到呂萊布爾加茲寻求避难。在历经五个月的封锁后，托马斯被迫投降，被带到了米海尔二世前，用铁链捆住坐在驴子上。他向米海尔求情，但最终被杀。

## 出生
- 丕平二世
- 奧爾良的厄門特魯德，法兰克王国的王后
- 秃头查理，法兰克王国的国王

## 逝世
- 韓弘，唐朝将军（765年出生）